# Siegelschnitzerei

Kartusche des ersten japanischen Staatssiegels

Die Siegelschnitzerei (Kurzzeichen = Langzeichen: 篆刻, Pinyin: Zhuànkè) ist ein aus China stammendes und in Ostasien verbreitetes Gewerbe, um Stempel herzustellen. 
Da die Siegelschnitzer meist auch Tuschmalerei oder Kalligrafie betreiben, wird die handwerkliche Tätigkeit in Asien traditionell dem Kunstgewerbe zugeordnet und als eine Gelehrtendisziplin angesehen. Sie gehört zu den grundlegenden „vier Künsten“ der Gelehrten: Poesie, Malerei, Kalligraphie und Siegelschnitzen. 
Deshalb umschreibt die Chinesische Siegelschneidekunst die praktizierte Schnitzerei viel genauer als der westliche Gedanke an ein Handwerk.